# Porterville
Porterville és una població dels Estats Units a l'estat de Califòrnia. Segons el cens del 2000 tenia 39.615 habitants.

## Demografia
Segons el cens del 2000, Porterville tenia 39.615 habitants, 11.884 habitatges, i 9.174 famílies. La densitat de població era de 1.091,8 habitants/km².
Dels 11.884 habitatges en un 47,5% hi vivien nens de menys de 18 anys, en un 53,1% hi vivien parelles casades, en un 17,7% dones solteres, i en un 22,8% no eren unitats familiars. En el 19,1% dels habitatges hi vivien persones soles el 8,3% de les quals corresponia a persones de 65 anys o més que vivien soles. El nombre mitjà de persones vivint en cada habitatge era de 3,2 i el nombre mitjà de persones que vivien en cada família era de 3,62.
Per edats la població es repartia de la següent manera: un 34,3% tenia menys de 18 anys, un 10,8% entre 18 i 24, un 28% entre 25 i 44, un 17,5% de 45 a 60 i un 9,4% 65 anys o més.
L'edat mediana era de 29 anys. Per cada 100 dones de 18 o més anys hi havia 93 homes.
La renda mediana per habitatge era de 32.046 $ i la renda mediana per família de 35.136 $. Els homes tenien una renda mediana de 31.171 $ mentre que les dones 23.737 $. La renda per capita de la població era de 12.745 $. Entorn del 20,3% de les famílies i el 25,7% de la població estaven per davall del llindar de pobresa.

## Poblacions més properes
El següent diagrama mostra les poblacions més properes.